# Шуяр, Мунир
Муни́р Шуя́р (фр. Mounir Chouiar; 23 января 1999) — французский футболист, вингер болгарского клуба «Лудогорец», выступающий на правах аренды за клуб «Амьен».

## Клубная карьера
Уроженец Льевена, Па-де-Кале, Мунир начал футбольную карьеру в академии местного клуба «Авьон». В 2007 году стал игроком молодёжной академии «Ланса». 29 июля 2016 года дебютировал в основном составе «Ланса» в матче французской Лиги 2 против «Ньора».
В начале сентября 2019 года игрок перешёл в «Дижон» за 3,5 млн евро. 14 сентября 2019 года Мунир дебютировал в основном составе «Дижона» в матче французской Лиги 1 против «Нима». 1 ноября 2019 года Шуяр забил свой первый мяч за «Дижон» в матче чемпионата против «Пари Сен-Жермен».

## Карьера в сборной
16 февраля 2015 года дебютировал в составе сборной Франции до 16 лет в матче против Словакии. Впоследствии также выступал за сборные Франции до 18, до 19 и до 20 лет.
19 ноября 2019 года провёл свой первый матч за сборную Франции до 21 года: это была игра отборочного турнира молодёжного чемпионата Европы 2021 года против Швейцарии.

## Личная жизнь
Мунир родился во Франции в семье марокканки и мавританца.